# Tjockbent hoppspindel
Tjockbent hoppspindel (Sibianor larae) är en spindelart som först beskrevs av Dmitri Viktorovich Logunov 2000 [200.  Tjockbent hoppspindel ingår i släktet Sibianor och familjen hoppspindlar. Arten är reproducerande i Sverige. Inga underarter finns listade i Catalogue of Life.